# Етиопија на Светском првенству у атлетици на отвореном 2017.
Етиопија је учествовала на 16. Светском првенству у атлетици на отвореном 2017.  одржаном у Лондону од 4. до 13. августа шеснаести пут, односно учествовала је на свим првенствима до данас. Репрезентацију Етиопије су представљала 37 такмичара (16 мушкараца и 21 жене) у 12 дисциплина (6 мушких и 6 женских).,
На овом првенству Етиопија је по броју освојених медаља заузела 7 место са пет освојених медаља (2 златне и 3 сребрне). У табели успешности према броју и пласману такмичара који су учествовали у финалним такмичењима (првих 8 такмичара) Етиопија је са 16 учесника у финалу заузела 7 место са 70 бодова.
| Плас. | Земља    | 1. место | 2. место | 3. место | 4. место | 5. место | 6. место | 7. место | 8. место | Бр. финал. | Бод. |
| ----- | -------- | -------- | -------- | -------- | -------- | -------- | -------- | -------- | -------- | ---------- | ---- |
| 7.    | Етиопија | 2        | 3        | 0        | 2        | 3        | 1        | 3        | 2        | 16         | 70   |

## Учесници
| Мушкарци: - Мохамед Аман — 800 м - Самуел Тефера — 1.500 м - Тареса Толоса — 1.500 м - Чала Регаса — 1.500 м - Муктар Едрис — 5.000 м - Јомиф Кеџелча — 5.000 м - Селемон Барега — 5.000 м - Џемал Јимер — 10.000 м - Абади Хадис — 10.000 м - Андамлак Белиху — 10.000 м - Тамират Тола — Маратон - Цегај Меконен — Маратон - Јемене Цегај — Маратон - Тафесе Себока — 3.000 м препреке - Гетне Вел — 3.000 м препреке - Тесфаје Дериба — 3.000 м препреке | Жене: - Хабитам Алему — 800 м - Махлет Мулугета — 800 м - Коре Тола — 800 м - Гензебе Дибаба — 1.500 м - Бесу Садо — 1.500 м - Фанту Ворку — 1.500 м - Алмаз Ајана — 5.000 м, 10.000 м - Сенбере Тефери — 5.000 м - Летесенбет Гидеј — 5.000 м - Тирунеш Дибаба — 10.000 м - Дера Дида — 10.000 м - Алемиту Хероие — 10.000 м - Шуре Демисе — Маратон - Маре Дибаба — Маратон - Берхане Дибаба — Маратон - Aselefech Mergia — Маратон - Етенеш Диро — 3.000 м препреке - Биртукан Фенте — 3.000 м препреке - Софија Асефа — 3.000 м препреке - Yehualeye Beletew — 20 км ходање - Аскал Тикса — 20 км ходање |  |

## Освајачи медаља (5)

### Злато (2)
| (М) - Муктар Едрис — 5.000 м | (Ж) - Алмаз Ајана — 10.000 м |

### Сребро (3)
| (М) - Тамират Тола — Маратон | (Ж) - Алмаз Ајана — 5.000 м - Тирунеш Дибаба — 10.000 м |

## Резултати

### Мушкарци
| Атлетичар       | Дисциплина       | Лични рекорд | Квалификације     | Квалификације     | Полуфинале                               | Полуфинале            | Финале                | Финале                | Детаљи                                  |
| Атлетичар       | Дисциплина       | Лични рекорд | Резултат          | Место             | Резултат                                 | Место                 | Резултат              | Место                 | Детаљи                                  |
| --------------- | ---------------- | ------------ | ----------------- | ----------------- | ---------------------------------------- | --------------------- | --------------------- | --------------------- | --------------------------------------- |
| Мохамед Аман    | 800 м            | 1:42,37 НР   | 1:45,81 КВ        | 2. у гр. 6        | 1:45,40 КВ, ЛРС                          | 2. у гр. 3            | 1:46,06               | 6 / 44 (49)           |                                         |
| Самуел Тефера   | 1.500 м          | 3:33,78      | 3:46,22           | 8. у гр. 1        | Није се квалификовао                     | Није се квалификовао  | Није се квалификовао  | 31 / 41 (45)          |                                         |
| Тареса Толоса   | 1.500 м          | 3:34,47      | Није завршио трку | Није завршио трку | Нису се квалификовали                    | Нису се квалификовали | Нису се квалификовали | Нису се квалификовали |                                         |
| Чала Регаса     | 1.500 м          | 3:34,47      | Није стартовао    | Није стартовао    | Нису се квалификовали                    | Нису се квалификовали | Нису се квалификовали | Нису се квалификовали |                                         |
| Јомиф Кеџелча   | 5.000 м          | 12:53,98     | 13:30,07 КВ       | 1. у гр. 4        |                                          |                       | 13:33,51              | 4 / 39 (42)           | Архивирано на веб-сајту (8. април 2018) |
| Селемон Барега  | 5.000 м          | 12:55,58     | 13:21,50 КВ       | 1. у гр. 2        | 13:35,34                                 | 5 / 39 (42)           |                       |                       | Архивирано на веб-сајту (8. април 2018) |
| Муктар Едрис    | 5.000 м          | 12:54,83     | 13:30,22 КВ       | 3. у гр. 1        | 13:32,79                                 |                       |                       |                       |                                         |
| Џемал Јимер     | 10.000 м         | 27:09,08     |                   |                   |                                          |                       | 26:56,11 ЛР           | 5 / 22 (24)           | Архивирано на веб-сајту (8. април 2018) |
| Абади Хадис     | 10.000 м         | 26:57,88     | 28:07,50 ЛРС      | 7 / 22 (24)       |                                          |                       |                       |                       | Архивирано на веб-сајту (8. април 2018) |
| Андамлак Белиху | 10.000 м         | 27:20,57     | 27:08,94 ЛР       | 10 / 22 (24)      |                                          |                       |                       |                       | Архивирано на веб-сајту (8. април 2018) |
| Тамират Тола    | Маратон          | 2:04:11      | 2:09:48           |                   | Архивирано на веб-сајту (14. април 2018) |                       |                       |                       |                                         |
| Цегај Меконен   | Маратон          | 2:04:32      | 2:15:36           | 19 / 71 (100)     | Архивирано на веб-сајту (14. април 2018) |                       |                       |                       |                                         |
| Јемене Цегај    | Маратон          | 2:04:48      | Није завршио трку | Није завршио трку | Архивирано на веб-сајту (14. април 2018) |                       |                       |                       |                                         |
| Тафесе Себока   | 3.000 м препреке | 8:13,22      | 8:20,48 КВ        | 2. у гр. 2        |                                          |                       | 8:23,02               | 8 / 44 (45)           | Архивирано на веб-сајту (8. април 2018) |
| Гетне Вел       | 3.000 м препреке | 3:33,71      | 8:23,00 КВ        | 3. у гр. 1        | 8:25,28                                  | 9 / 44 (45)           |                       |                       | Архивирано на веб-сајту (8. април 2018) |
| Тесфаје Дериба  | 3.000 м препреке | 8:13,33      | 8:25,33 кв        | 6. у гр. 1        | 8:22,12                                  | 7 / 44 (45)           |                       |                       | Архивирано на веб-сајту (8. април 2018) |

### Жене
| Атлетичарка       | Дисциплина       | Лични рекорд    | Квалификације    | Квалификације   | Полуфинале                               | Полуфинале            | Финале                                   | Финале                | Детаљи                                   |
| Атлетичарка       | Дисциплина       | Лични рекорд    | Резултат         | Место           | Резултат                                 | Место                 | Резултат                                 | Место                 | Детаљи                                   |
| ----------------- | ---------------- | --------------- | ---------------- | --------------- | ---------------------------------------- | --------------------- | ---------------------------------------- | --------------------- | ---------------------------------------- |
| Хабитам Алему     | 800 м            | 1:58,92         | 2:00,07 КВ       | 2. у гр. 6      | 2:00,69                                  | 8. у гр. 1            | Није се квалификовала                    | 14 / 45 (47)          |                                          |
| Махлет Мулугета   | 800 м            | 2:01,27         | 2:03,19          | 5. у гр. 4      | Нису се квалификовале                    | Нису се квалификовале | Нису се квалификовале                    | 25 / 45 (47)          |                                          |
| Коре Тола         | 800 м            | 2:00,61         | 2:03,01          | 1. у гр. 1      | Нису се квалификовале                    | Нису се квалификовале | Нису се квалификовале                    | 35 / 45 (47)          |                                          |
| Гензебе Дибаба    | 1.500 м          | 3:50,07 СР, НР  | 4:02,67 КВ       | 1. у гр. 1      | 4:05,33 кв                               | 6. у гр. 1            | 4:06,72                                  | 8 / 43 (44)           | Архивирано на веб-сајту (13. јун 2018)   |
| Басу Садо         | 1.500 м          | 3:59,47         | 4:03,55 КВ       | 5. у гр. 3      | 4:07,65                                  | 11. у гр. 9           | Није се квалификовала                    | 19 / 43 (44)          |                                          |
| Фанту Ворку       | 1.500 м          | 4:05,84         | 4:05,81 ЛР       | 10. у гр. 1     | Није се квалификовала                    | Није се квалификовала | Није се квалификовала                    | 19 / 43 (44)          |                                          |
| Гудаф Цегај       | 1.500 м          | 3:59,55         | 4:08,96 КВ       | 3. у гр. 2      | 4:22,01                                  | 12. у гр. 1           | Није се квалификовала                    | 24 / 43 (44)          |                                          |
| Гензебе Дибаба    | 5.000 м          | 14:15,41        | Није стартовала  | Није стартовала |                                          |                       | Није се квалификовала                    | Није се квалификовала | Архивирано на веб-сајту (29. јул 2018)   |
| Сенбере Тефери    | 5.000 м          | 14:29,82        | 14:57,23 КВ      | 3. у гр. 1      | 14:47,45                                 | 4 / 32 (34)           |                                          |                       |                                          |
| Летесенбет Гидеј  | 5.000 м          | 14:33,32        | 14:59,34 КВ      | 1. у гр. 2      | 15:04,99                                 | 11 / 32 (34)          |                                          |                       |                                          |
| Алмаз Ајана       | 5.000 м          | 14:12,59        | 14:57,06 КВ, ЛРС | 2. у гр. 1      | 14:40,35 ЛРС                             |                       |                                          |                       |                                          |
| Алмаз Ајана       | 10.000 м         | 29:17,45 СР, НР |                  |                 |                                          |                       | 30:16,32 СРС                             |                       | Архивирано на веб-сајту (29. јул 2018)   |
| Тирунеш Дибаба    | 10.000 м         | 29:42,56        | 31:02,69 ЛРС     |                 |                                          |                       |                                          |                       | Архивирано на веб-сајту (29. јул 2018)   |
| Дера Дида         | 10.000 м         | 30:56,48        | 31:51,75         | 14 / 31 (33)    |                                          |                       |                                          |                       | Архивирано на веб-сајту (29. јул 2018)   |
| Маре Дибаба       | Маратон          | 2:19:52         | 2:28:49 ЛРС      | 8 / 78 (92)     | Архивирано на веб-сајту (4. август 2018) |                       |                                          |                       |                                          |
| Шуре Демисе       | Маратон          | 2:20:59         | 2:27:58          | 5 / 78 (92)     | Архивирано на веб-сајту (4. август 2018) |                       |                                          |                       |                                          |
| Берхане Дибаба    | Маратон          | 2:21:19         | 2:29:01          | 10 / 78 (92)    | Архивирано на веб-сајту (4. август 2018) |                       |                                          |                       |                                          |
| Aselefech Mergia  | Маратон          | 2:19:31         | 2:29:43          | 12 / 78 (92)    | Архивирано на веб-сајту (4. август 2018) |                       |                                          |                       |                                          |
| Етенеш Диро       | 3.000 м препреке | 9:13,25         | 9:31,87 кв       | 5. у гр. 3      |                                          |                       | 9:22,46                                  | 7 / 40 (42)           | Архивирано на веб-сајту (2. август 2018) |
| Биртукан Фенте    | 3.000 м препреке | 9:24,91         | 9:33,99 кв, ЛРС  | 6. у гр. 2      | Није стартовала                          | Није стартовала       |                                          |                       | Архивирано на веб-сајту (2. август 2018) |
| Софија Асефа      | 3.000 м препреке | 9:07,06 НР      | 9:40,88          | 5. у гр. 1      | Није се квалификовала                    | 19 / 40 (42)          | Архивирано на веб-сајту (2. август 2018) |                       |                                          |
| Yehualeye Beletew | 20 км ходање     | 1:31:58         |                  |                 |                                          |                       | 1:37:55                                  | 45 / 52 (61)          |                                          |
| Аскал Тикса       | 20 км ходање     | 1:34:50         | Није стартовала  | Није стартовала |                                          |                       |                                          |                       |                                          |